# アマタ・カブア
アマタ・カブア（Amata Kabua、1928年11月17日 - 1996年12月20日）は、マーシャル諸島共和国の初代大統領。1979年から1996年まで5期連続で務めた。長い闘病生活の末、大統領在任中にハワイで亡くなった。後任のイマタ・カブア大統領はいとこで、第9代大統領のデービッド・カブアは次男。日系人である。
マーシャル諸島の大統領および大酋長になる前は、学校の教師であった。また、マーシャル諸島の独立交渉において、主要な関係者の一人であった。マーシャル諸島の国歌「マーシャル諸島よ永久に」の作詞と作曲を行ったことでも知られている。
| 公職          | 公職                                         | 公職                         |
| ------------- | -------------------------------------------- | ---------------------------- |
| 先代 （独立） | マーシャル諸島共和国大統領 初代：1979 - 1996 | 次代 クニオ・ルマリ （代行） |